# Портрет Николая Семёновича Сулимы
«Портрет Николая Семёновича Сулимы» — картина Джорджа Доу и его мастерской из Военной галереи Зимнего дворца.
Картина представляет собой погрудный портрет генерал-майора Николая Семёновича Сулимы из состава Военной галереи Зимнего дворца. 
Во время Отечественной войны 1812 года полковник Сулима командовал Таврическим гренадерским полком, за отличие в Бородинском сражении был произведён в генерал-майоры, в Тарутинском бою был контужен, но остался в строю и далее отличился в сражениях при Малоярославце и под Красным. В Заграничных походах 1813 и 1814 годов отличился в сражении при Бауцене, в Кульмском бою и в Битве народов под Лейпцигом, завершил своё участие в войнах против Наполеона находясь при взятии Парижа.
Изображён в генеральском вицмундире, введённом для пехотных генералов 7 мая 1817 года; справа видны перья генеральской шляпы. Слева на груди звезда ордена Св. Анны 1-й степени; на шее кресты орденов Св. Георгия 3-го класса и прусского Красного орла 2-й степени; на груди крест ордена Св. Владимира 4-й степени с бантом и серебряная медаль «В память Отечественной войны 1812 года» на Андреевской ленте. Подпись на раме: Н. С. Сулима, Генералъ Маiоръ. 
7 августа 1820 года Комитетом Главного штаба по аттестации Сулима был включён в список «генералов, заслуживающих быть написанными в галерею» и 10 мая 1822 года император Александр I приказал написать его портрет. Гонорар Доу был выплачен 13 марта 1823 года. Готовый портрет был принят в Эрмитаж 7 сентября 1825 года.
Существует ещё один вариант портрета Н. С. Сулимы работы Доу, этот портрет хранится в Государственном музее истории российской литературы им. В. И. Даля и полностью повторяет композицию портрета из военной галереи, однако судя по изображённым на нём наградам (орден Св. Владимира 2-й степени и медали) он был написан не ранее 1826 года.
В 1840-е годы в мастерской И. П. Песоцкого по рисунку с галерейного портрета была сделана литография, опубликованная в книге «Император Александр I и его сподвижники» и впоследствии неоднократно репродуцированная.